# Russelia sonorensis
Russelia sonorensis är en grobladsväxtart som beskrevs av Carlson. Russelia sonorensis ingår i släktet Russelia och familjen grobladsväxter. Inga underarter finns listade i Catalogue of Life.